# 林士平
林 士平（りん しへい、1982年7月1日 - ）は、日本の漫画編集者。株式会社ミックスグリーン代表取締役。2022年に集英社を退社し、現在はフリーランスの編集者として活動。

## 経歴
東京都生まれ、東京育ち。國學院大學久我山中学校・高等学校を経て、法政大学国際文化学部を卒業。
2006年に集英社に入社。最初は『月刊少年ジャンプ』に配属される。入社して1年で、月刊少年漫画誌『ジャンプSQ』の創刊編集の一人となる。
2018年6月に『ジャンプSQ』から『少年ジャンプ+』編集部に異動。
現在は『少年ジャンプ+』にて『SPY×FAMILY』『チェンソーマン』・『HEART GEAR』・『幼稚園WARS』・『ダンダダン』・『BEAT&MOTION』担当中。
2022年8月末、集英社を退社。フリーランスの編集者として活動を開始する。なお、少年ジャンプ+で担当していた作品については、林が引き続き編集者として続投する。また、独立に伴い自分の会社を立ち上げた。

## 人物
- 既婚[15]。子どもが1人いる[16]。両親は共に台湾人であり、のちに帰化した。故に林自身は在日台湾人2世として日本で生まれ育っている[3]。子供の頃は週刊少年サンデーを愛読する「サンデーっ子」だったが、中高時代に同級生らが持ち寄った漫画雑誌を手当たり次第読むようになったという[1]。
- 漫画はよく読んでいたが、当初は特別に出版業界に興味を抱いていたわけではなく、就職活動時に興味のある企業を複数受け、内定をもらった中から一番給料が良かった集英社に入社。編集部に配属されて編集者としてのキャリアをスタートさせた[11]。
- 俳優の風間俊介は昔からの友人である[17]。
- 同じく法政大学出身の『少年ジャンプ』編集主任の片山達彦とは懇意にしており、大学内に設置されている「自主マスコミ講座」講師も務めている[18]。
- 編集者としての職業柄、新人作家の発掘に力を入れており、漫画家志望者が執筆に集中出来る環境を整え、サポートできないものかとの強い思いがあり、その考えに共感したサイバーエージェントがプロジェクトを発足。出版社に持ち込みがしやすく、高額な家賃、食費や光熱費の一切を気にしなくてよいアパートメント「MANGA APARTMENT VUY（マンガアパートメント ヴイ）」を東京都23区内に建て、2024年7月より入居者の募集を行った。林は寮長兼プロデューサーを務めている[8][19]。

## 担当作品リスト
『SPY×FAMILY』・『チェンソーマン』・『HEART GEAR』・『幼稚園WARS』・『ダンダダン』・『BEAT&MOTION』担当中。
過去立ち上げ作品は『青の祓魔師』・『この音とまれ!』・『ファイアパンチ』・『怪物事変』・『左ききのエレン』・『地獄楽』・『カッコカワイイ宣言!』・『ルックバック』・『貧乏神が!』・『ドリキャン!!』・『ムーンランド』・『彼女と彼』・『いいよね!米澤先生』・『BLACK TORCH』・『終極エンゲージ』。
過去担当作品は『BLUE DRAGON ST』・『特異体質系女子の話』・『TISTA』・『月華美刃』・『終末のハーレム』・『冒険王ビィト』・『Mr.Clice』・『ワンダーラビットガール』・『ギャグマンガ日和』・『FANTASMA』・『神のまにまに』・『全部ぶっ壊す』・『彼岸此岸のものどもよ』・『アンテン様の腹の中』・『宇宙の卵』・『ベイビーブルーパー』。

## メディア出演

### 配信番組
- 林士平のイナズマフラッシュ（2024年7月1日 - 、Amazon Music） - パーソナリティ。ポッドキャスト番組[30]
- 種﨑敦美の寿司食いてェ!!（2022年6月2日、超!A&G+）[31]

### ラジオ
- ナニモノ!（2017年11月24日、文化放送） - パーソナリティ[32]
- シン・ラジオ -ヒューマニスタは、かく語りき-（2023年5月6日、BAYFM） - ゲスト[33]
- TOOBOEと林士平の“マンガ・オンガク道”（2024年6月7日、文化放送）[34]
- TOKYO M.A.A.D SPIN「ゆう坊&マシリトのKosoKoso放送局」（2024年8月24日深夜・9月28日深夜、J-WAVE） - ゲスト[35]
- 編集長 稲垣吾郎（2024年12月15日、文化放送） - 「GORO's Search」コーナーゲスト

### テレビ
- あの子は漫画を読まない。 #27「マンガップルプロジェクト」（2020年10月13日BS日テレ）[36]
- ワールドビジネスサテライト（2022年10月14日、テレビ東京）[37]
- あたらしいテレビ2023（2023年1月1日、NHK総合）[38]
- SWITCHインタビュー 達人達「菅田将暉×林士平」EP1 - 3（2023年9月1日・8日・15日、Eテレ）[39][40][41]
- NHKスペシャル「新ジャポニズム 第1集MANGA わたしを解き放つ物語」（2025年1月5日、NHK）[42]

### 配信
- SQ.フェスタ2011「地獄のミサワ先生トークショー」（2011年11月12日、ニコニコ生放送）[43]
- 地獄のミサワ「いいよね！米澤先生」連載終了記念生放送（2017年6月2日、ニコニコ生放送）[44]